# Leerdammer
Il leerdammer è un formaggio olandese a pasta semi-dura composto di latte vaccino. Ha una stagionatura di 3-12 mesi.

## Descrizione
Dal colore ambrato, ha una consistenza cremosa ed è stato fatto per essere simile per aspetto e sapore all'emmental, ma è più rotondo nel gusto. Ha un sapore dolce che diventa un po' più pronunciato con la stagionatura. Possiede i fori.
Il formaggio leerdammer è prodotto a Schoonrewoerd nel comune di Leerdam, la città da cui prende il nome. Il formaggio leerdammer generico è venduto come maasdam.

## Storia
Il formaggio fu ideato da Cees Boterkooper, che possedeva una piccola latteria a Schoonrewoerd dal 1914, e Bastiaan Baars, che possedeva un negozio di formaggio in un villaggio vicino.
I due si incontrarono nel 1970 e decisero di collaborare per creare un formaggio che potesse competere con il gouda e l'edam. Il leerdammer nacque nel 1976 e fu lanciato nel 1977.